# Ferdinand von Pracher
Ferdinand Maximilian von Pracher geborener Pracher (* 23. November 1860 in München; † 21. Januar 1923 in Landshut) war ein bayerischer Verwaltungsbeamter.

## Leben
Ferdinand von Pracher war der Sohn von Max von Pracher, Regierungspräsident der Oberpfalz (geadelt 1884). Er trat nach dem Studium der Tiermedizin und Rechtswissenschaften in Leipzig und München in bayerische Staatsdienste. Ab 1888 arbeitete er im bayerischen Kultusministerium, zuletzt als Ministerialrat. 1914 wurde er Regierungspräsident von Niederbayern. Dieses Amt bekleidete er bis zu seinem Tod.